# Алмазов, Александр Иванович
Алекса́ндр Ива́нович Алма́зов (15 [27] августа 1859, с. Замартынье, Тамбовская губерния — 15 марта 1920, Москва) — русский канонист, литургист и церковный историк, ординарный профессор Новороссийского и Московского университетов. Автор многочисленных трудов по православному богословию и богослужению.

## Биография
Родился в семье диакона. Учился в Лебедянском приходском училище (1867—1868), Липецком духовном училище (1868—1874), Тамбовской духовной семинарии (1874—1880), Казанской духовной академии (1880—1884), окончив которую со степенью кандидата, был оставлен на кафедре литургики профессорским стипендиатом. В этот период изучал литургические памятники в Москве и Санкт-Петербурге. 19 мая 1885 года защитил магистерскую диссертацию «История чинопоследований крещения и миропомазания», за которую был удостоен макарьевской премии.
В 1885—1886 годах — преподаватель литургики и гомилетики в Симбирской духовной семинарии. В 1886 году назначен помощником инспектора Казанской духовной академии.
С июля 1887 года — экстраординарный профессор Новороссийского университета по кафедре канонического права. В 1896 году защитил докторскую диссертацию на тему «Тайная исповедь в православной Восточной Церкви: Опыт внешней истории», получил степень доктора церковного права. В 1897 году утверждён в должности ординарного профессора. С сентября 1901 года был секретарём Совета юридического факультета, с ноября 1902 года — деканом факультета. С 1910 годах исполнял обязанности проректора Новороссийского университета; в 1912 году получил звание заслуженного профессора. Осенью 1912 года в звании ординарного профессора занял кафедру истории церкви в Московском университете, а с декабря 1913 года одновременно был ординарным профессором Московской духовной академии по кафедре церковного права.
После Октябрьской революции 1917 года Алмазов уехал из Москвы на юг, где формировались белые армии. Три года он прожил в Одессе. Состоял в Одесском отделении Русского собрания, заведовал в нём научно-литературными заседаниями. С июля 1919 года читал лекции и вёл практические занятия по религии древних греков. Предполагал покинуть Россию вместе с транспортами, эвакуировавшими остатки потерпевших поражение сторонников прежнего режима, однако умер 15 марта 1920 года, не успев пережить горечи разлуки с Родиной. Был похоронен на 1-м Христианском кладбище Одессы.

## Рекомендуемая литература
- ЦИАМ. Ф. 229. Оп. 4. Д. 5005 (формулярный список, 1918)